# Babala
Babala (nep. बाबला) – gaun wikas samiti w zachodniej części Nepalu w strefie Seti w dystrykcie Achham. Według nepalskiego spisu powszechnego z 2011 roku liczył on 539 gospodarstw domowych i 2813 mieszkańców (1570 kobiet i 1243 mężczyzn).